# Die Legende der weißen Pferde
Die Legende der weißen Pferde (Originaltitel: The Legend of Longwood) ist ein Kinderfilm von Lisa Mulcahy aus dem Jahr 2014. Der Kinostart in Deutschland war am 24. September 2015.

## Handlung
Mickey muss mit ihrer Mutter und ihrem Bruder Danny vom lebendigen New York in die irische Provinz ziehen. Sie ist alles andere als begeistert, allerdings ändert sich ihre Meinung schlagartig, als sie von geheimnisvollen weißen Pferden erfährt, die in den umliegenden Wäldern leben sollen. Zusammen mit ihrem neu gewonnenen Freund Sean setzt sie alles daran, die Pferde vor der eingebildeten Caitlin zu schützen. Zudem soll ein alter Fluch auf dem Ort lasten: man sagt, dass der Geist eines schwarzen Ritters umherstreife, und erzählt sich von den sieben Seelen, die in weißen Pferden gefangen sind. Die Geschichte weckt Mickeys Neugierde und so will sie von Lady Thyrza alles Wissenswerte über ihren neuen Heimatort erfahren. Bald ist sie überzeugt, dass nur sie die Bewohner von Longwood retten kann.

## Kritik
Der Filmdienst urteilt, der Kinderfilm „verknüpft die Geschichte um geisterhafte Väter und verlorene Töchter im Rahmen des Mystery-Genres, wobei die Inszenierung durch eine unheimliche Atmosphäre viel Spannung erzeugt“. Die Entwicklung der Protagonisten droht jedoch „unter dem Wust an Erzählfäden begraben zu werden, die zu keiner stimmigen Einheit finden“.

## Auszeichnungen
Beim Tallinn Black Nights Film Festival 2014 erhielt der Film eine Nominierung für den Just Film Award als bester Kinderfilm.